# Atelecyclidae
Famille
Les Atelecyclidae sont une famille de crabes. Elle comprend 26 espèces actuelles et 14 fossiles dans huit genres dont un fossile.

## Liste des genres
- Atelecyclus Leach, 1814
- Peltarion Hombron & Jacquinot, 1846
- Podocatactes Ortmann, 1893
- Pseudocorystes H. Milne Edwards, 1837
- Pteropeltarion Dell, 1972
- Trichopeltarion A. Milne-Edwards, 1880
- †Levicyclus Schweitzer, Feldmann, Gonzáles-Barba & Vega, 2002
- †Palaeotrichia Guinot, 1976

## Référence
- Ortmann, 1893 : Die Decapoden-Krebse des Strassburger Museums, mit besonderer Berücksichtigung der von Herrn Dr. Döderlein bei Japan und bei den Liu-Kiu-Inseln gesammelten und zur Zeit im Strassburger Museum aufbewahrten Formen. VII. Theil. Abtheilung: Brachyura (Brachyura genuina Boas) II. Unterabtheilung: Cancroidea, 2. Section: Cancrinea, 1. Gruppe: Cyclometopa. Zoologische Jahrbücher. Abteilung für Systematik, Geographie und Biologie der Thiere, vol. 7, n. 3, p. 411–495.

## Sources
- Ng, Guinot & Davie, 2008 : Systema Brachyurorum: Part I. An annotated checklist of extant brachyuran crabs of the world. Raffles Bulletin of Zoology Supplement, n. 17, p. 1–286.
- De Grave et al., 2009 : A Classification of Living and Fossil Genera of Decapod Crustaceans. Raffles Bulletin of Zoology Supplement, n. 21, p. 1-109.